# 4561 Lemeshev
4561 Lemeshev este un asteroid din centura principală, descoperit pe 13 septembrie 1978 de Nikolai Cernîh.